# Zoltán Magyar
Zoltán Magyar (Budapest, 13 dicembre 1953) è un ex ginnasta ungherese, assieme al sovietico Boris Šachlin e allo jugoslavo Miroslav Cerar, è tra i tre atleti della storia ad essersi aggiudicato due volte il titolo olimpico nel cavallo con maniglie.

## Biografia
Oltre ai due titoli olimpici si è aggiudicato anche tre titoli mondiali ed altrettanti europei.

## Palmarès
| Anno | Manifestazione  | Sede     | Evento             | Risultato |
| ---- | --------------- | -------- | ------------------ | --------- |
| 1976 | Giochi olimpici | Montréal | Cavallo            | Oro       |
| 1980 | Giochi olimpici | Mosca    | Cavallo            | Oro       |
| 1980 | Giochi olimpici | Mosca    | Concorso a squadre | Bronzo    |